# Trichodonia striatus
Trichodonia striatus – gatunek chrząszcza z rodziny kusakowatych i podrodziny Aleocharinae.
Gatunek ten został opisany w 1977 roku przez Horace'a Ruperta Lasta, który jako miejsce typowe wskazał Musosę. W 1982 roku D. Kirsten i H. R. Jacobson dokonali jego redeskrypcji.
Owad myrmekofilny, prawdopodobnie związany z mrówkami z podrodzaju Dorylus (Anomma).
Chrząszcz afrotropikalny, znany wyłącznie z Demokratycznej Republiki Konga.